# Parancistrocerus pseudallodynerus
Parancistrocerus pseudallodynerus är en stekelart som beskrevs av Giordani Soika 1995. Parancistrocerus pseudallodynerus ingår i släktet Parancistrocerus och familjen Eumenidae. Inga underarter finns listade i Catalogue of Life.